# Villa Montececeri

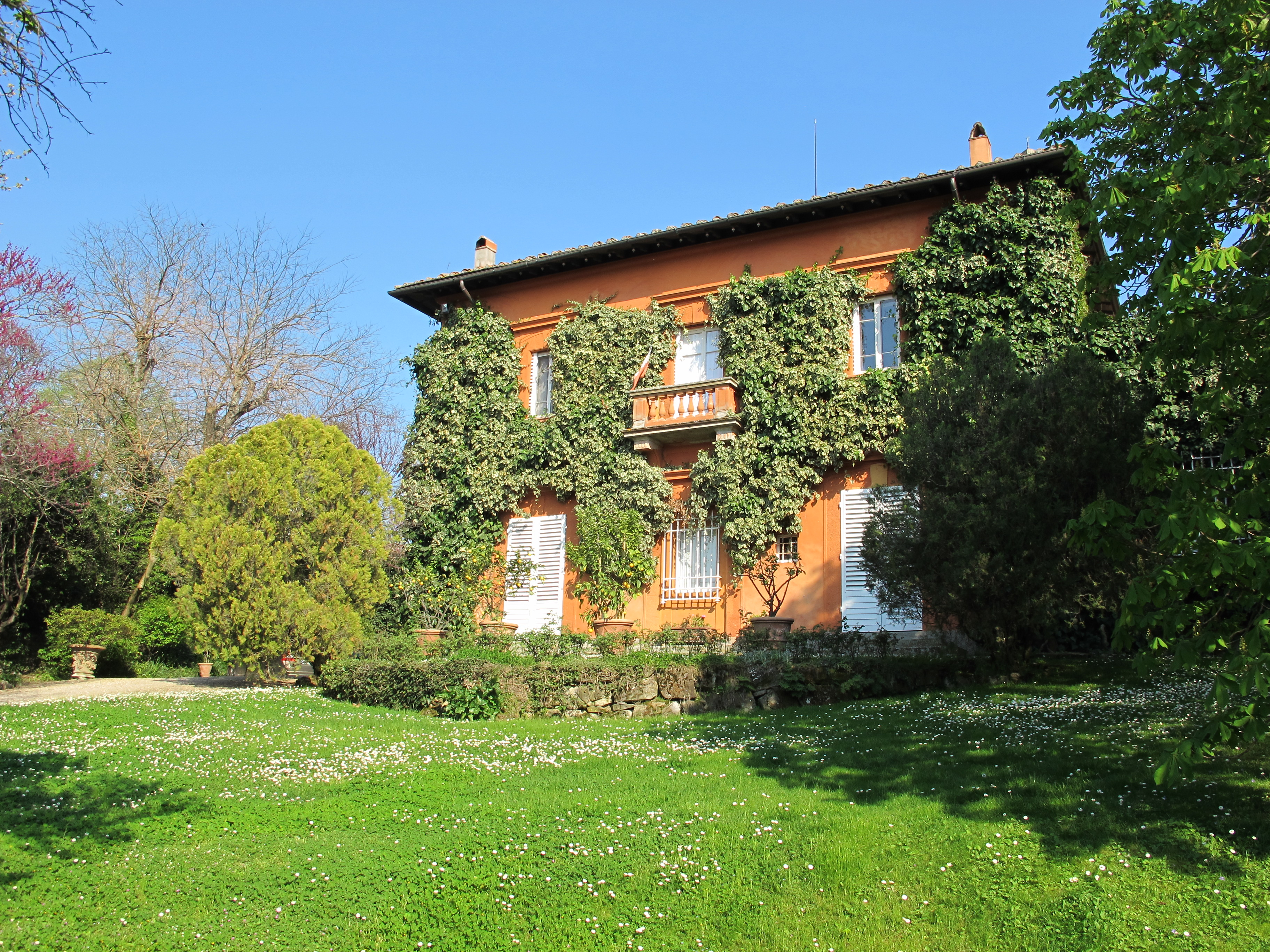
Villa Montececeri

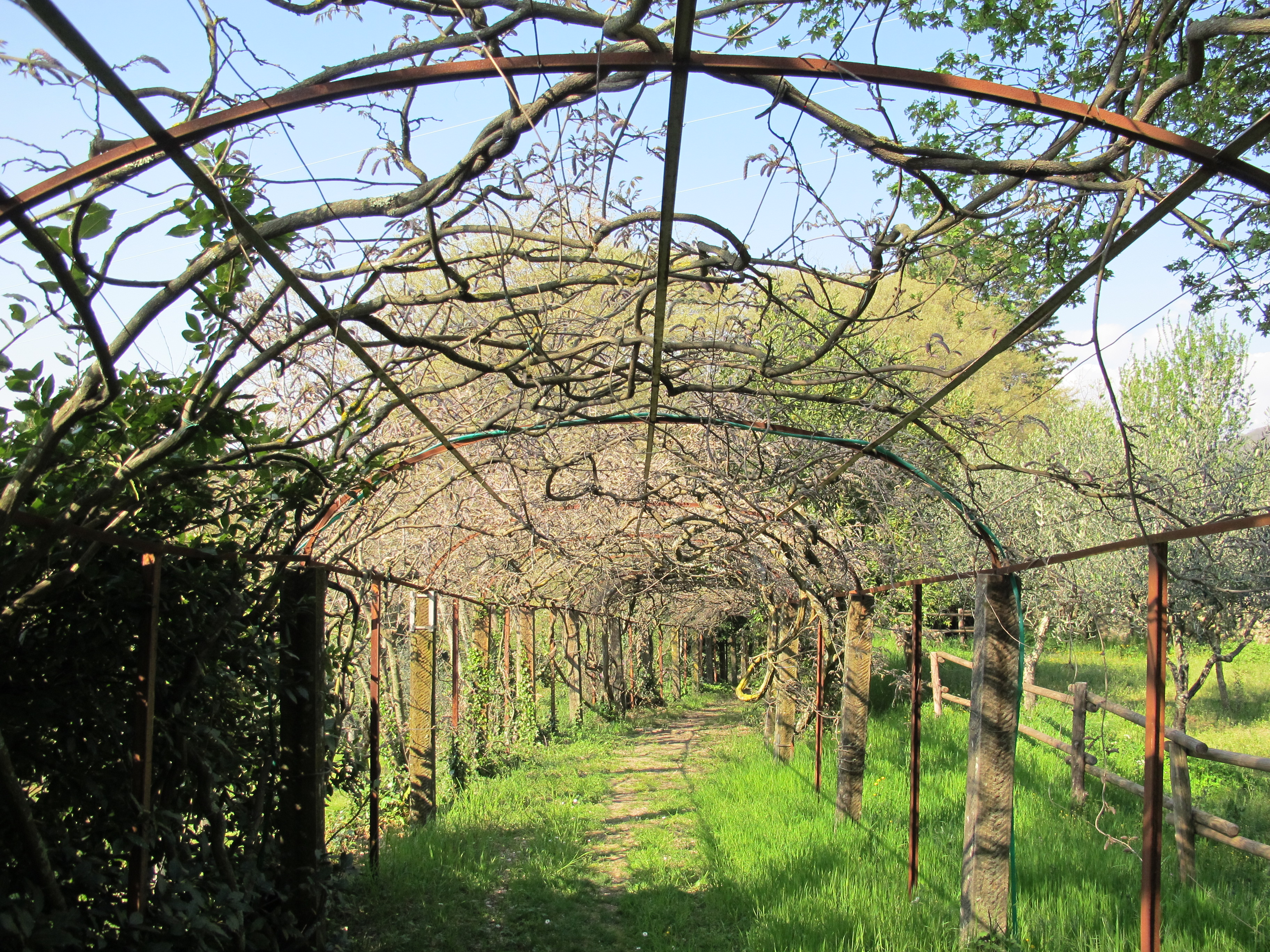
Pergolato nel giardino

 Villa Montececeri si trova a Fiesole, in via Corsica 54. 

## Storia e descrizione
La villa, che deve il suo nome alla vetta del Monte Ceceri che lambisce, fu costruita in stile neoclassico nel XIX secolo, tra edifici agricoli che risalgono fino al Trecento. Un podere oggi inglobato nei sedici ettari della proprietà appartenne a Leonardo da Vinci ed è alquanto probabile che qui condusse i suoi esperimenti sul volo. 
Nel giardino, circondato interamente da un muro di cinta che include anche il bosco e i campi coltivati (soprattutto a vite e olivo), gli elementi ottocenteschi si fondono agli interventi paesaggistici di Pier Niccolò Berardi, che progettò il giardino all'inglese e la zona della piscina, ricavata nella roccia viva. 
Preceduta da un viale di platani, la villa è circondata da un giardino affacciato sul panorama di Firenze e ricco di essenze arboree: cedri del Libano, cedri deodara, tuie, tassi e glicini, oltre a una zona boschiva con pini, cipressi, querce, lecci, corbezzoli, ginestre, orchidee selvatiche, ciclamini, anemoni. Muretti a secco bordano alcune zone, tra vigne e aiuole fiorite (giaggioli, roselline cinesi, rose muschiate...). Alcuni campi coltivati producono olio d'oliva e vino.
Numerose specie selvatiche popolano la zona.